# Nino Defilippis
Nino Defilippis (né le 21 mars 1932 à Turin et mort le 13 juillet 2010) est un coureur cycliste italien, professionnel de 1952 à 1964. Il remporte, au cours de sa carrière, 60 victoires, dont deux titres de champion d'Italie sur route en 1960 et 1962, un Tour de Lombardie et dix-huit étapes de grands tours.

## Biographie
Nino Defilippis participe à quatre Tours de France et se classe : 5e en 1956, 7e en 1957, 67e en 1960 et abandonna en 1962.
Il y a remporté sept victoires d'étapes : les 11e, 13e et 17e étapes en 1956, les 13e et 17e en 1957 et enfin les 3e et 8e en 1960.
Il a également remporté neuf victoires d'étapes sur le Tour d'Italie, deux sur le Tour d'Espagne et une sur le Tour de Suisse.
Lors du Tour des Flandres 1961, le vent souffle tellement fort que la bannière indiquant la ligne d'arrivée s'envole. Le coureur britannique Tom Simpson se retrouve en face à face avec Nino Defilippis. Simpson, réputé moins rapide au sprint, accélère alors qu'il reste encore un kilomètre à parcourir. Parti de trop loin, il voit Defilippis passer devant lui sans difficulté. Simpson lutte pour rester au contact et repasse devant lorsque l'Italien se met en roue libre juste avant l'arrivée. Defilippis affirme qu'il ne savait pas où était l'arrivée car la bannière avait été soufflée par le vent, mais les deux coureurs avaient déjà parcouru deux tours du circuit final précédemment. Pour la même raison, la réclamation des Italiens n'aboutit pas. Defilippis demande alors à Simpson d'accepter une victoire ex æquo, arguant qu'aucun italien n'avait remporté une classique depuis 1953. Ce à quoi Simpson répond : « qu'aucun Anglais n'en avait gagné une depuis 1896 ! ».

## Palmarès

### Palmarès amateur
- 1951
  - Coppa S. Eusebio
  - Turin-Aoste
  - Gran Premio Pirelli
  - 3e de Gran Coppa Vallestrona
  - 3e du championnat d'Italie de poursuite amateurs

### Palmarès professionnel
- 1952
  - 17e étape du Tour d'Italie
  - Grand Prix d'Automne
  - Trophée Baracchi (avec Giancarlo Astrua)
  - 2e du Tour de Campanie
  - 2e du Tour de Lombardie
- 1953
  - Trois vallées varésines
  - 2e du championnat d'Italie sur route
  - 3e du Trophée Baracchi (avec Giancarlo Astrua)
  - 5e du championnat du monde sur route
  - 5e de Milan-San Remo
  - 6e de Liège-Bastogne-Liège
  - 6e du Tour de Suisse
- 1954
  - Tour du Piémont
  - 3e étape du Tour d'Italie
  - Tour d'Émilie
- 1955
  - 3e étape du Tour d'Italie
  - Tour d'Émilie
  - 2e de Rome-Naples-Rome
- 1956
  - Tour d'Espagne :
    -  Grand Prix de la montagne
    - 15e étape

  - 11e, 13e et 17e étapes du Tour de France
  - 2e du Tour du Latium
  - 5e du Tour de France
- 1957
  - 13e et 17e étapes du Tour de France
  - 6e de la Flèche wallonne 
  - 7e de Milan-San Remo
  - 7e du Tour de France
  - 9e du Challenge Desgrange-Colombo
- 1958
  - Grand Prix d'Antibes
  - 2e étape du Tour de Sardaigne
  - Nice-Gênes
  - 4e étape de Paris-Nice
  - 9e et 11e étapes du Tour d'Italie
  - 1re étape du Tour de Suisse
  - Tour du Piémont
  - 1re, 6e et 7e étapes du Tour de l'Ouest
  - Tour du Latium :
    - Classement général
    - 1rea étape

  - Tour de Lombardie
  - 2e du championnat d´Italie sur route
  - 3e du Grand Prix de l'industrie et du commerce de Prato
  - 4e du Tour de Suisse
  - 7e du Tour des Flandres
  - 10e de Milan-San Remo
  - 10e du Challenge Desgrange-Colombo
- 1959
  - 1re étape du Tour de Sardaigne
  - 12e étape du Tour d'Italie
  - 2e du Grand Prix de Monaco
- 1960
  -  Champion d´Italie sur route
  - 6e étape du Tour de Sardaigne
  - 4ea étape de Menton-Rome
  - Tour de Toscane
  - 3e et 8e étapes du Tour de France
  - 2e du Trofeo Longines
  - 2e du GP Faema
  - 3e du Tour des Apennins
  - 3e du Tour du Latium
  - 9e de Paris-Tours
- 1961
  - Grand Prix de Cannes
  - 6e étape du Tour d'Italie
  - Tour de Vénétie
  - 2e du Tour des Flandres
  -  Médaillé d'argent du championnat du monde sur route
  - 5e du Super Prestige Pernod
  - 7e du Tour de Lombardie
  - 9e de Paris-Tours 
  - 10e du Tour d'Italie
- 1962
  -  Champion d´Italie sur route
  - 3e étape du Tour d'Espagne
  - Munich-Zurich
  - Tour du Latium
  - 2e de la Coppa Bernocchi 
  - 3e du Tour d'Italie
  - 5e de Gênes-Nice
- 1963
  - 7e étape du Tour d'Italie
- 1964
  - 15e étape du Tour d'Italie

### Résultats sur les grands tours

#### Tour de France
4 participations
- 1956 : 5e, vainqueur des 11e, 13e et 17e étapes
- 1957 : 7e, vainqueur des 13e et 17e étapes
- 1960 : 67e, vainqueur des 3e et 8e étapes
- 1962 : abandon (2ea étape)

#### Tour d'Italie
13 participations
- 1952 : 22e, vainqueur de la 17e étape,  maillot rose pendant 1 jour
- 1953 : 12e
- 1954 : 15e, vainqueur de la 3e étape
- 1955 : 51e, vainqueur du classement des sprints intermédiaires et de la 3e étape
- 1956 : abandon
- 1957 : 13e,  maillot rose pendant 4 jours
- 1958 : 34e, vainqueur des 9e et 11e étapes
- 1959 : 18e, vainqueur de la 12e étape
- 1960 : 22e
- 1961 : 10e, vainqueur de la 6e étape
- 1962 : 3e
- 1963 : abandon, vainqueur de la 7e étape
- 1964 : 35e, vainqueur de la 15e étape

#### Tour d'Espagne
2 participations
- 1956 : 18e,  vainqueur du Grand Prix de la montagne et de la 15e étape
- 1962 : abandon, vainqueur de la 3e étape